# Kazune Kubota
Kazune Kubota (jap. 久保田 和音, Kubota Kazune; * 1. Januar 1997 in Toyohashi, Präfektur Aichi) ist ein japanischer Fußballspieler.

## Karriere
Kazune Kubota erlernte das Fußballspielen in der Jugendmannschaft des FC Progress sowie in der Schulmannschaft der Osaka Toin High School. Von 2015 bis 2019 stand der bei den Kashima Antlers unter Vertrag. Der Verein aus Kashima, einer Stadt in der Präfektur Ibaraki, spielte in der höchsten japanischen Liga, der J1 League. 2015 gewann er mit dem Verein den J. League Cup, 2016 den Kaiserpokal. Die japanische Fußballmeisterschaft feierte er 2016, Vizemeister wurde er 2017. Supercup-Gewinner war er 2017. Die AFC Champions League gewann der Verein 2018. Der Zweitligist Fagiano Okayama lieh ihn die Saison 2019 aus. Mit dem Verein aus Okayama spielte er 25-mal in der zweiten Liga. 2020 wurde er vom Erstligaabsteiger Matsumoto Yamaga FC aus Matsumoto unter Vertrag genommen. Für Matsumoto stand er 25-mal in der zweiten Liga auf dem Spielfeld. Anfang 2020 wechselte er zum Ligakonkurrenten Thespakusatsu Gunma nach Kusatsu. Nach 39 Zweitligaspielen wechselte er zu Beginn der Saison 2023 nach Gifu zum Drittligisten FC Gifu.

## Erfolge
Kashima Antlers
- Japanischer Meister: 2016
- Japanischer Vizemeister: 2017
- AFC-Champions-League-Sieger: 2018
- Japanischer Ligapokalsieger: 2015
- Japanischer Pokalsieger: 2016
- Japanischer Supercup-Sieger: 2017